# 羅阿諾克拉皮茲 (北卡羅萊納州)
羅阿諾克拉皮茲（英語：Roanoke Rapids）是一個位於美國北卡羅萊納州哈利法克斯縣的城市。

## 人口
根據2020年美國人口普查的數據，羅阿諾克拉皮茲的面積為25.77平方千米，當中陸地面積為25.67平方千米，而水域面積為0.09平方千米。當地共有人口15229人，而人口密度為每平方千米591人。